# Juillet 1941 (guerre mondiale)
Chronologie de la Seconde Guerre mondiale
Juin 1941 - Juillet 1941 -  Août 1941
- 1er juillet :
  - Voyage de Himmler à Białystok
  - Création du Special Air Service (SAS) par David Stirling

- 2 juillet : 
  - Les Allemands s’emparent de Rīga.

- 3 juillet : 
  - Staline annonce qu’il va mener une politique de la terre brûlée contre l’invasion allemande.

- 5 juillet : 
  - Premiers franchissement du Dniepr par les unités allemandes.
  - Le gouvernement britannique écarte toute possibilité de négociation de paix.

- 7 juillet : 
  - L'Islande est occupée par les États-Unis.
  - Création de la Légion des volontaires français contre le bolchevisme.
  - Premier numéro de Libération Sud.

- 8 juillet : 
  - La Yougoslavie est dissoute par l'Axe.

- 9 juillet
  - Fermeture de la poche de Minsk

- 10 juillet : 
  - Les unités allemandes engagées sur le flanc nord engagent les opérations destinées à conquérir Leningrad.
  - Début des opérations allemandes contre Smolensk

- 11 juillet :
  - Début de la défense de Kiev.

- 12 juillet : 
  - Le Royaume-Uni et l'URSS signent un accord de défense mutuelle, s'engageant l'un et l'autre à ne pas signer d'accord de paix séparée avec l'Allemagne.

- 13 juillet ou 15 juillet
  - La police de sécurité lituanienne massacre de 1700 à 1800 Juifs dans la ville de Plungė, en faisant une des premières villes d'Europe où tous les habitants juifs d'une ville sont assassinés lors de la Seconde Guerre mondiale.

- 14 juillet :
  - Fin des combats en Syrie mandataire avec la signature de l'armistice de Saint-Jean-d'Acre.

- 16 juillet :
  - Après six jours de combats, Smolensk tombe aux mains des Allemands.
  - Conférence de Rastenburg : Hitler, assisté de Bormann, Göring, Lammers, Keitel et Rosenberg, fixe les modalités de l'administration des territoires conquis sur l'Union Soviétique.

- 17 juillet :
  - Publication des décrets du Führer légalisant les conclusions de la conférence de la veille.
  - Création des commissariats du Reich, destinés à fournir le cadre territorial à l'administration allemande en Union soviétique occupée.

- 20 juillet : 
  - Himmler ordonne lors de sa visite à Zamość le lancement d'ambitieuses opérations de colonisation dans la région de Lublin.

- 21 juillet : 
  - Premier raid de la Luftwaffe contre Moscou.
  - Le camp de concentration de Majdanek, près de Lublin, devient opérationnel

- 25 juillet : 
  - Signature des accords De Gaulle-Lyttleton concernant le Moyen-Orient.

- 29 juillet :
  - Signature d'accords de défense sur l'Indochine entre la France et le Japon.

- 30 juillet :
  - Début des opérations des troupes d'Hermann Fegelein dans les marais du Pripet : les civils réfugiés dans les régions alentour sont exécutés.
  - Signature de l’accord Sikorski-Maïski, alliance polono-soviétique qui prévoit une Pologne indépendante mais qui ne saurait être qu’ethniquement homogène (les Soviétiques ne veulent pas reconnaître la frontière orientale de la Pologne d’avant-guerre) ; une « amnistie » est accordée à tous les Polonais détenus en URSS comme prisonniers de guerre ou « pour d’autres raisons ».